# John Kuester
John Dewitt Kuester Jr. (* 6. Februar 1955 in Richmond, Virginia) ist ein ehemaliger US-amerikanischer Basketballspieler. Der Point Guard spielte von 1977 bis 1980 in der NBA. Nach seiner Karriere arbeitete er als Coach weiter.

## Highschool
Kuester besuchte in Richmond eine private Highschool, die Benedictine High School. Dort spielte er bei den Cadets unter dem legendären Coach Warren Rutledge und beendete seine Senior-Saison mit nur einer Niederlage.

## College
John Kuester spielte vier Saisons lang unter Coach Dean Smith bei den North Carolina Tar Heels. An der Universität gewann er zweimal die ACC-Championship, erreichte in allen vier Saisons das NCAA-Tournament und 1977 sogar die NCAA-Finals. In den NCAA-Finals verloren seine Tar Heels 67-59 gegen die Marquette University. Kuester wurde sowohl in seiner Junior-Saison als auch in seiner Senior-Saison zum besten Verteidiger des Teams gewählt. Der Höhepunkt seiner College-Karriere war, als er in seiner Senior-Saison zum Most Valuable Player des ACC-Tournaments und der NCAA East Regionals gewählt wurde.

## NBA
Kuester wurde an 53. Stelle im NBA-Draft 1977 von den Kansas City Kings gedraftet. Damit war er  einer von zwölf aus seinem College-Team, der gedraftet wurde.

### Kansas City Kings
In seiner Rookie-Saison spielte Kuester für die Kansas City Kings. Er spielte in 78 von 82 Spielen und erzielte dabei 4,8 Punkte pro Spiel. Mit den Kings konnte in seiner ersten Saison die Playoffs jedoch nicht erreichen, da die Kings die Saison nur auf Platz elf in der Western Conference beendeten.

### Denver Nuggets
Nach dem Jahr bei den Kansas City Kings wechselte Kuester am 15. Oktober 1978 als Free Agent zu den Denver Nuggets. Mit den Nuggets erreichte er auch die Playoffs, sie verloren jedoch in der ersten Runde gegen die Los Angeles Lakers. Kuester kam in der Saison nur auf 33 Einsätze und erzielte durchschnittlich 1,4 Punkte.

### Indiana Pacers
Am 3. August 1979 unterschrieb Kuester als Free Agent bei den Indiana Pacers. Bei den Pacers spielte Kuester in 24 Spielen und erreichte einen Punktedurchschnitt von 1,2 Punkten pro Spiel. Die Pacers verfehlten in dieser Saison die Playoffs.

## Coach
Nach seiner Karriere als Spieler begann Kuester 1980 an der University of Richmond seine Karriere als Trainer, jedoch als Assistenzcoach. Danach arbeitete er von 1981 bis 1983 als Assistent für Rick Pitino an der Boston University, bis er 1983 jüngster Coach der NCAA Division I wurde.
Von 1985 bis 1990 war er Coach der George Washington University. In der Saison 1988–1989 gewann sein Team nur ein Spiel bei 27 Niederlagen.
Er setzte seine Karriere als Assistenzcoach fort, von 1995 bis 1997 bei den Boston Celtics und von 1997 bis 2003 bei den Philadelphia 76ers. In der Saison 2003/2004 wechselte er zu den Detroit Pistons, mit denen er NBA-Champion wurde. In der Saison 2004–2005 war er Assistent bei den New Jersey Nets und in der Saison 2005–2006 kehrte er zu den Sixers zurück. Im Juli 2006 wurde er Assistenzcoach bei den Orlando Magic und am 12. August 2007 ging er dann zu den Cleveland Cavaliers. Von Juli 2009 bis Juni 2011 trainierte er die Detroit Pistons.